# شلخر
شلخر هي بلدة في مقاطعة أوج قدوق في ولاية نواوي في أوزبكستان.